# Генешть (Ясси)
Генешть, Генешті (рум. Gănești) — село у повіті Ясси в Румунії. Входить до складу комуни Іон-Некулче.
Село розташоване на відстані 312 км на північ від Бухареста, 42 км на захід від Ясс.

## Населення
За даними перепису населення 2002 року у селі проживали 814 осіб, усі — румуни. Усі жителі села рідною мовою назвали румунську.